# فيليكس مييلي فينيراندو
فيليكس مييلي فينيراندو (بالبرتغالية: Félix Miélli Venerando‏) (مواليد 24 ديسمبر 1937) هو لاعب كرة قدم. يلعب مع منتخب البرازيل لكرة القدم. سبق له أن لعب في كأس العالم لكرة القدم مع منتخب بلاده.

## روابط خارجية
- فيليكس مييلي فينيراندو على موقع الاتحاد الدولي (مؤرشف)  (الإنجليزية)
- فيليكس مييلي فينيراندو على موقع قاعدة بيانات كرة القدم.إي يو (الإنجليزية)
- فيليكس مييلي فينيراندو على موقع ناشيونال فوتبول تيمز (الإنجليزية)
- فيليكس مييلي فينيراندو على موقع Soccerway.com (الإنجليزية)